# Touch My Body
Touch My Body ist ein Lied der US-amerikanischen Pop- bzw. R&B-Sängerin Mariah Carey, aus ihrem elften Studioalbum E=MC². Es ist die erste Single des Albums. Das Lied wurde Careys achtzehnter Nummer-eins-Hit in den USA und verhalf ihr zur 79. Woche auf Platz 1, damit schlug sie den Rekord von Elvis Presley.

## Hintergrund
Der Produzent L.A. Reid wählte Touch My Body als erste Single aus. Carey erklärte, dass sie sich für das Lied entschieden, weil „es die Fortsetzung meiner vorherigen Singles (Don’t Forget About Us, Shake It Off und We Belong Together) ist und da Touch My Body sicherlich an ihren Erfolg anknüpfen kann. Außerdem ist das Lied sehr kitschig, sexy und süß, so dass das Lied jedem gefallen wird“.

## Promotion
Carey nutzte viele verschiedene TV-Shows um das Lied zu promoten, wie Saturday Night Live, The Hills, Jimmy Kimmel Live!, Good Morning America und den Teen Choice Awards.

## Musikvideo
Die Regie zum Musikvideo führte Brett Ratner. Er führte schon die Regie zu I Still Believe, Heartbreaker, Thank God I Found You, It’s like That, und We Belong Together. In einem Interview mit AllHipHop.com sagte Ratner: „Mariah ist musikalisch an der Spitze und sah nie besser aus … Dies wird unser sechstes gemeinsames Video sein. Das Video zu Touch My Body ist die perfekte Kombination von Fantasie und Unterhaltung mit Mariah, die nie besser aussah.“ Neben Carey spielt Jack McBrayer die Hauptrolle in dem Video, das in Lenny Kravitz’ Haus gefilmt wurde.

## Rezeption

### Kritik
Das Lied wurde von Musikkritikern gut aufgenommen. Blender erklärte, das sei „Genialer Pop.“ Bill Lamb erzählte: „Das Lied ist einfach, sexy, elegant und von einer der besten Sängerinnen aller Zeiten.“ Newsday erzählte, es sei „ihre beste Single seit der Veröffentlichung von Heartbreaker“.

### Preise
Das Musikvideo gewann einen BET Award und war bei den MTV Video Music Awards 2008 nominiert.
Mariah Carey bekam für Touch My Body einen Extra-Award, für den Rekord von 18 Nummer-eins-Hits in den USA und die meisten Wochen auf Platz 1 in den Billboard Hot 100. Des Weiteren wurde Carey für Touch My Body mehrmals bei den American Music Awards und den World Music Awards 2008 ausgezeichnet.

## Kommerzieller Erfolg

### Chartplatzierungen
Touch My Body wurde Careys 18. Nummer-eins-Hit in den Billboard Hot 100. Dadurch erreichte sie Platz 2 der Künstler mit den meisten Nummer-eins-Hits in den USA und schlug somit Elvis Presley. Das Lied stand zwei Wochen auf Platz 1 der US-Charts.
| ChartsChartplatzierungen       | Höchstplatzierung | Wochen |
| ------------------------------ | ----------------- | ------ |
| Deutschland (GfK)              | 7 (10 Wo.)        | 10     |
| Österreich (Ö3)                | 10 (10 Wo.)       | 10     |
| Schweiz (IFPI)                 | 3 (12 Wo.)        | 12     |
| Vereinigte Staaten (Billboard) | 1 (20 Wo.)        | 20     |
| Vereinigtes Königreich (OCC)   | 5 (13 Wo.)        | 13     |

| ChartsJahrescharts (2008)      | Platzierung |
| ------------------------------ | ----------- |
| Deutschland (GfK)              | 92          |
| Schweiz (IFPI)                 | 92          |
| Vereinigte Staaten (Billboard) | 22          |
| Vereinigtes Königreich (OCC)   | 93          |

### Auszeichnungen für Musikverkäufe
| Land/Region                  | Auszeichnungen für Musikverkäufe (Land/Region, Auszeichnung, Verkäufe) | Verkäufe  |
| ---------------------------- | ---------------------------------------------------------------------- | --------- |
| Brasilien (PMB)              | 2× Platin                                                              | 120.000   |
| Japan (RIAJ)                 | Gold                                                                   | 100.000   |
| Neuseeland (RMNZ)            | Platin                                                                 | 30.000    |
| Vereinigte Staaten (RIAA)    | 3× Platin · + Platin (Mastertone)                                      | 4.000.000 |
| Vereinigtes Königreich (BPI) | Gold                                                                   | 400.000   |
| Insgesamt                    | 2× Gold · 7× Platin ·                                                  | 4.650.000 |

Hauptartikel: Mariah Carey/Auszeichnungen für Musikverkäufe